# درگیری‌های مرزی شوروی و ژاپن
جنگ‌های مرزی شوروی و ژاپن به مجموعه‌ای از درگیری‌های مرزی بین اتحاد جماهیر شوروی و امپراتوری ژاپن گفته می‌شود که بین سال‌های ۱۹۳۸ و ۱۹۳۹ به وقوع پیوستند. این درگیری‌ها غالباً در مرز منچوری رخ دادند.

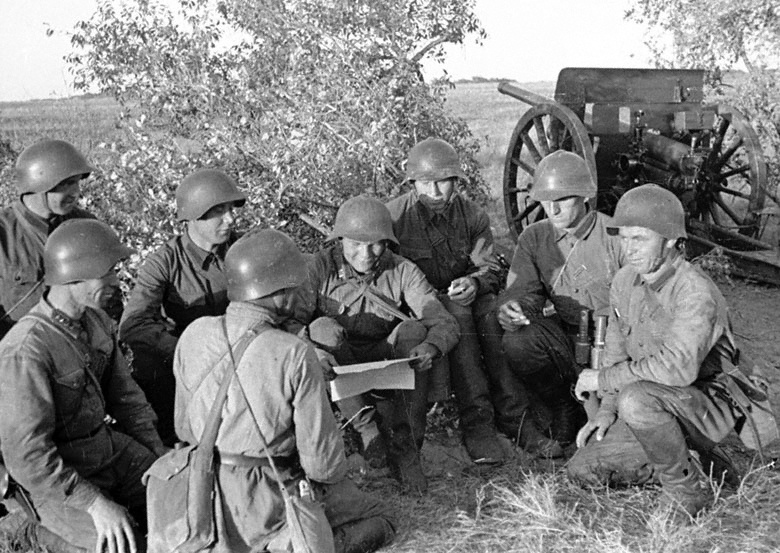
واحد توپخانهٔ ارتش سرخ در نبرد دریاچه خاسان، ۱۹۳۸

نیمهٔ دوم دههٔ ۱۹۳۰، بین نیروهای ژاپنی مستقر در منچوکو و نیروهای شوروی و جمهوری خلق مغولستان درگیری‌های درگرفت. در این مقطع رویکرد نیروی زمینی امپراتوری ژاپن دکترین هوکوشین-رون بود که بر توسعهٔ نفوذ ژاپن به سمت شمال تأکید داشت. با این حال ادامهٔ این رویکرد با شکست ژاپن در نبرد خالخین گل در سال ۱۹۳۹، همزمانی با جنگ دوم چین و ژاپن و تلاش آلمان،  متحد ژاپن، برای امضاء پیمان عدم مخاصمه با شوروی، موفقیت چندانی نیافت. ژاپن و شوروی ماه آوریل سال ۱۹۴۱ یک پیمان بی‌طرفی امضاء کردند و پس آن ژاپن به دکترین نانشین-رون رو آورد که سیاست انتخابی نیروی دریایی ژاپن بود و بر توسعهٔ نفوذ این کشور به سمت جنوب تأکید داشت. این سیاست در نهایت ژاپن را به رودررویی و جنگ با ایالات متحده و متحدان غربی آن سوق داد.

## نبرد دریاچهٔ غازان
روز ۲۹ ژوئیه سال ۱۹۳۸ نیروهای ژاپنی به نیروهای شوروی در اطراف دریاچه غازان در مغولستان حمله کردند اما در این نبرد ارتش اتحاد شوروی پیروز شد و ژاپنی‌ها در ۱۱ ماه مه۱۹۳۹ تصمیم گرفتند به پشت مرزهای مغولستان در کنار رودخانه خالخین گُل عقب‌نشینی نمایند. در این جنگ نیروی زمینی ژاپن توانست به پیروزیهای اولیه‌ای دست یابد اما در نهایت متحمل شکست گردید و نخستین شکست واقعی ارتش کوانتونگ ژاپن در این جنگ رخ داد.

## نبرد خالخین گل
روسها در سال ۱۹۳۸ ارتش مغولی شوروی را ایجاد کردند و در مرز مغولستان و ایالت منچوکوی چین که تحت تصرف ژاپن بود، با ارتش کوانتونگ به شکلی غیررسمی به جنگ مشغول شدند. روسها در ۱۵ اوت ۱۹۳۹ در حالیکه جنگ در اروپا شعله‌ور شده بود در نبرد خالخین گل به نقاط ضعف ارتش ژاپن حمله کردند و در ظرف مدت کوتاهی موفق به شکست ارتش ژاپن شدند. به دلیل همزمانی این رویداد با جنگ جهانی دوم و تحت‌الشعاع قرار گرفتن آن، این رویداد چندان مورد توجه قرار نگرفت.

## پیمان بیطرفی شوروی و ژاپن
در نتیجهٔ شکست ژاپن در خالخین گل، ژاپن و اتحاد شوروی ۱۳ آوریل ۱۹۴۱ پیمان بی‌طرفی امضاء کردند و این پیمان تقریباً تا پایان جنگ جهانی دوم و آغاز حمله شوروی به منچوری در سال ۱۹۴۵ میان دو کشور باقی‌ماند.